# Lindorm
För andra betydelser, se Lindorm (olika betydelser).

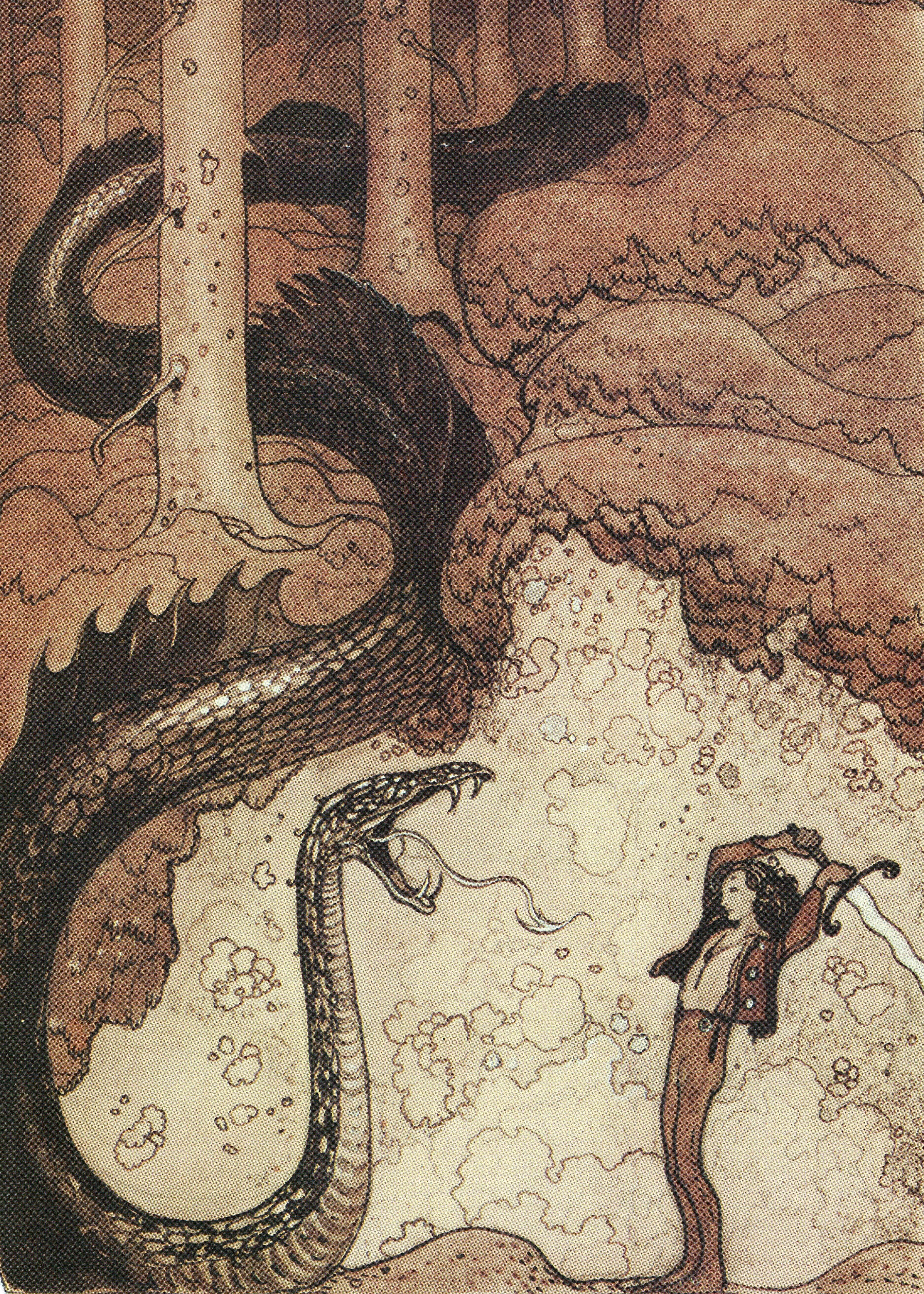
Lindorm ritad av John Bauer, 1911. Detta exempel saknar ben och vingar.

Lindorm är ett drakliknande sagoväsen i nordeuropeisk folktro som traditionellt har formen av ett gigantiskt ormmonster som bor djupt inne i skogen. De kan ses som en del av det bredare draksläktet då de är magiska reptilliknande varelser som ibland även avbildas med ben och vingar. Enligt sägnen kommer allting som ligger under lindormen att öka i storlek i takt med att ormen växer, vilket bland annat gett upphov till drakar som ruvar på skatter för att bli rikare.
Enligt folketymologi antogs Lindormarna ha förknippats med lindar, och antogs övervintra i sådana. Djuret benämns lint på forntyska, linnr på isländska.

## Typer
Det förekom förr två delvis skilda lindormar i folktron. En var snarast ofarlig och välvillig, den andra farlig och ondsint.

### Goda lindormar
Den goda lindormen är välvillig och förknippad med lycka. Det ansågs vara en stor lycka att möta en sådan lindorm; ännu större om man kunde beröra eller fånga den, och beröringen eller ormens skinn hade magiska krafter som kunde överföras. Denna typ av lindorm förekommer inte bara i folktro utan även i folkvisor, riddarromaner och medeltida hjältedikter (se till exempel Nibelungenlied).
De framställs i folksagan och den medeltida folkvisan som en prins, förtrollad till ett avskräckande och farligt vidunder, som av en uppoffrande jungfru befrias ur sin djurhamn (skepnad). En typisk sådan saga är den om kung Lindorm. Denna typ av lindorm möter man även exempelvis i visan om "Lindormen" (Geijer-Afzelius).

### Onda lindormar
Den onda lindormen är gentemot den goda, ondsint och farlig. De förekommer i sentida sydsvensk och dansk folktro där de beskrivs som flera meter långa och att de förflyttar sig genom att bita sig själva i svansen och rulla som ett hjul, därav ibland kallad hjulorm, ringorm, samt att det skulle till mycket tur för att komma undan ett möte med en sådan vit orm. De var också ofta försedda med en lång man, därav ibland kallad manorm, som var gyllene längst upp. Detta kan symbolisera en kungakrona eftersom den ansågs vara kungen av ormar. Den onda lindormen är snarast att likna vid en drake. Möjligen var lindormen en förklädd jätte.
G.O. Hyltén-Cavallius lät år 1884 trycka 48 beedigade ögonvittnesskildringar från Värend i södra Småland, skrivna av folk som sade sig ha mött den farliga typen av lindorm och flytt eller undkommit genom att lyckas döda den.

### Bevingade lindormar (Guivre, Wyvern)

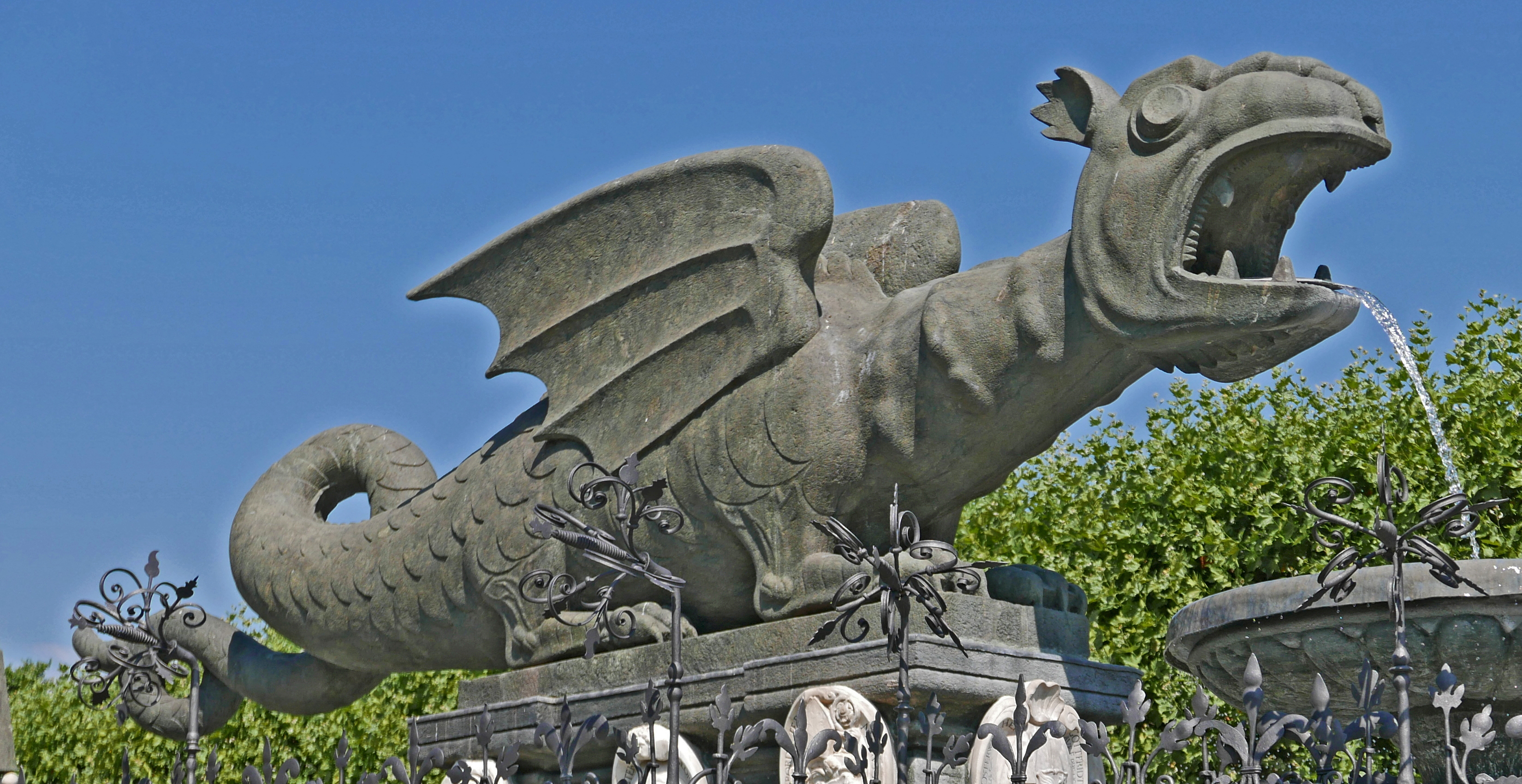
Lindormsbrunnen i centrala Klagenfurt. Detta exempel har ben och vingar.

Skandinaviska lindormar är traditionellt ben- och vinglösa ormväsen som slingrar sig runt bland stenar och rötter i djupt inne i skogen, men i västra och södra delar av Europa är det vanligt att lindormar avbildas med ben och även vingar likt traditionella drakar.
På franskt område särskiljs bevingade tvåbenta lindormar under namnen guivre eller vouivre (från latin vipera som betyder huggorm) och på engelska kallas samma figur för en wyvern och klassas som en renrasig drake. Wyverns likheter med lindormen är måttliga då den vanligen avbildas med en ödlas bröstkorg istället för ormkropp.
Enligt sägnen ska man ana oråd när en wyvern dyker upp. De är i regel onda varelser, och därför ska man akta sig. Men det har ändå, i vissa historier, förekommit goda wyvern där människan och wyvern är bästa vänner och människan tillåts rida på sin wyvern, etc.[källa behövs]

## Lindormar i forntiden

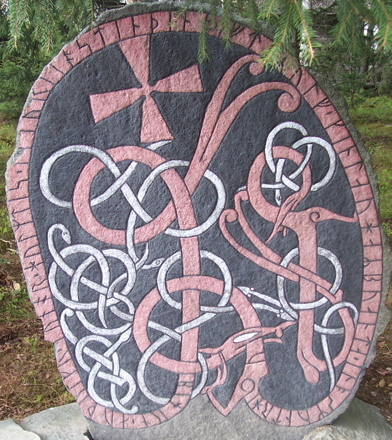
Slingrande ormar med ett benpar var populära bilder på runstenar under 1000-talet. Den här runstenen kallas U 871.

Möjligtvis är det lindormar som ofta avbildas på vikingatidens runstenar som runbärare, det som idag brukar kallas rundrakar eller runormar. En teori kring detta är att avbildningarna kan ha ansetts kopiera lindormens magiska förmåga att öka storleken på dess underlag i takt med att den växer, varav styrkan hos runorna på stenen kunde tänkas öka och därmed äran och rikedomen för de som nämndes.
I Sången om Grimner varnar Oden att det finns fler [lind]ormar under Yggdrasil än "en olärd dåre vill tro". Han räknar upp Gravvitner (Gravulven) och hans söner Gion och Moin, Grabak och Gravvollud (den som gräver sig djupt under marken), Svavner (eller Svafnir) och Ovner.

## Lindormar inom heraldik

En lindorm i Wendes artilleriregementes vapen.

Lindormar är ett förekommande motiv inom heraldik.